# Гергель, Андрей Прокофьевич
Андрей Прокофьевич Гергель (1910—1995) — полковник Советской Армии, участник Великой Отечественной войны, Герой Советского Союза (1944).

## Биография
Андрей Гергель родился 9 (по новому стилю — 22) августа 1910 года на хуторе Новопавловка (ныне — село в Барвенковском районе Харьковской области Украины) в семье служащего. Окончил семь классов неполной средней школы, затем рабфак при Харьковском институте транспорта, после чего работал слесарем на заводах в Изюме и Харькове. В 1934 году Гергель был избран первым секретарём Миргородского райкома ВЛКСМ Полтавской области. С 1935 года работал инструктором, затем завотделом пропаганды и агитации Миргородского райкома ВКП(б). В 1937 году окончил курсы комсостава. В 1941 году Гергель был призван на службу в Рабоче-крестьянскую Красную Армию. С июля 1941 года — на фронтах Великой Отечественной войны. Принимал участие в боях на Сталинградском, Воронежском и 1-м Прибалтийском фронтах. Участвовал в Сталинградской и Курской битвах, освобождении Украинской и Белорусской ССР, Прибалтики. К июню 1944 года гвардии майор Андрей Гергель был заместителем командира 199-го гвардейского стрелкового полка по политчасти 67-й гвардейской стрелковой дивизии 6-й гвардейской армии 1-го Прибалтийского фронта. Отличился во время освобождения Витебской области.
Утром 24 июня 1944 года полк Гергеля переправился через реку в районе деревни Буй Бешенковичского района, преодолев минные и проволочные заграждения, несмотря на массированный пулемётный и миномётный огонь противника. Против него противник бросил в контратаку крупные силы танков и пехоты. Когда погибли командиры 1-го и 3-го батальонов, Гергель заменил их собой. Под его командованием отбиты 12 немецких контратак. В критическую минуту боя Гергель лично поднял бойцов в атаку, что позволило отбросить противника и удержать плацдарм до подхода основных сил.
Указом Президиума Верховного Совета СССР от 22 июля 1944 года за «мужество и героизм, проявленные при форсировании реки Западная Двина и удержании плацдарма на её правом берегу» гвардии майор Андрей Гергель был удостоен высокого звания Героя Советского Союза с вручением ордена Ленина и медали «Золотая Звезда» за номером 5292.
В конце июля 1944 года Гергель получил тяжёлое ранение, после чего в течение восьми месяцев проходил лечение в одном из московских госпиталей. В мае 1945 года в звании полковника он был уволен в запас. 
В течение 5 лет работал председателем исполкома Изюмского городского совета Харьковской области, впоследствии был секретарём Коломакского и Валковского райкомов КПСС, парторгом Валковского территориального колхозно-совхозного производственного управления. Избирался делегатом XVIII и XIX съездов КПУ, XXII съезда КПСС. В 1954—1963 годах избирался членом Харьковского обкома КПСС. Позднее работал старшим экономистом специализированного треста мясосовхозов. Проживал в Харькове. Скончался 24 декабря 1991 года, похоронен на харьковском кладбище № 13.
Был награждён двумя орденами Ленина, орденами Красного Знамени, Отечественной войны 1-й степени и «Знак Почёта», а также рядом медалей.